# Leonore Mau
Leonore Mau (* 1. August 1916 in Leipzig; † 22. September 2013 in Hamburg) war eine deutsche Fotografin. Architektur, urbanes Leben und Riten zählen zu den Schwerpunkten ihres Werkes.

## Leben und Werk

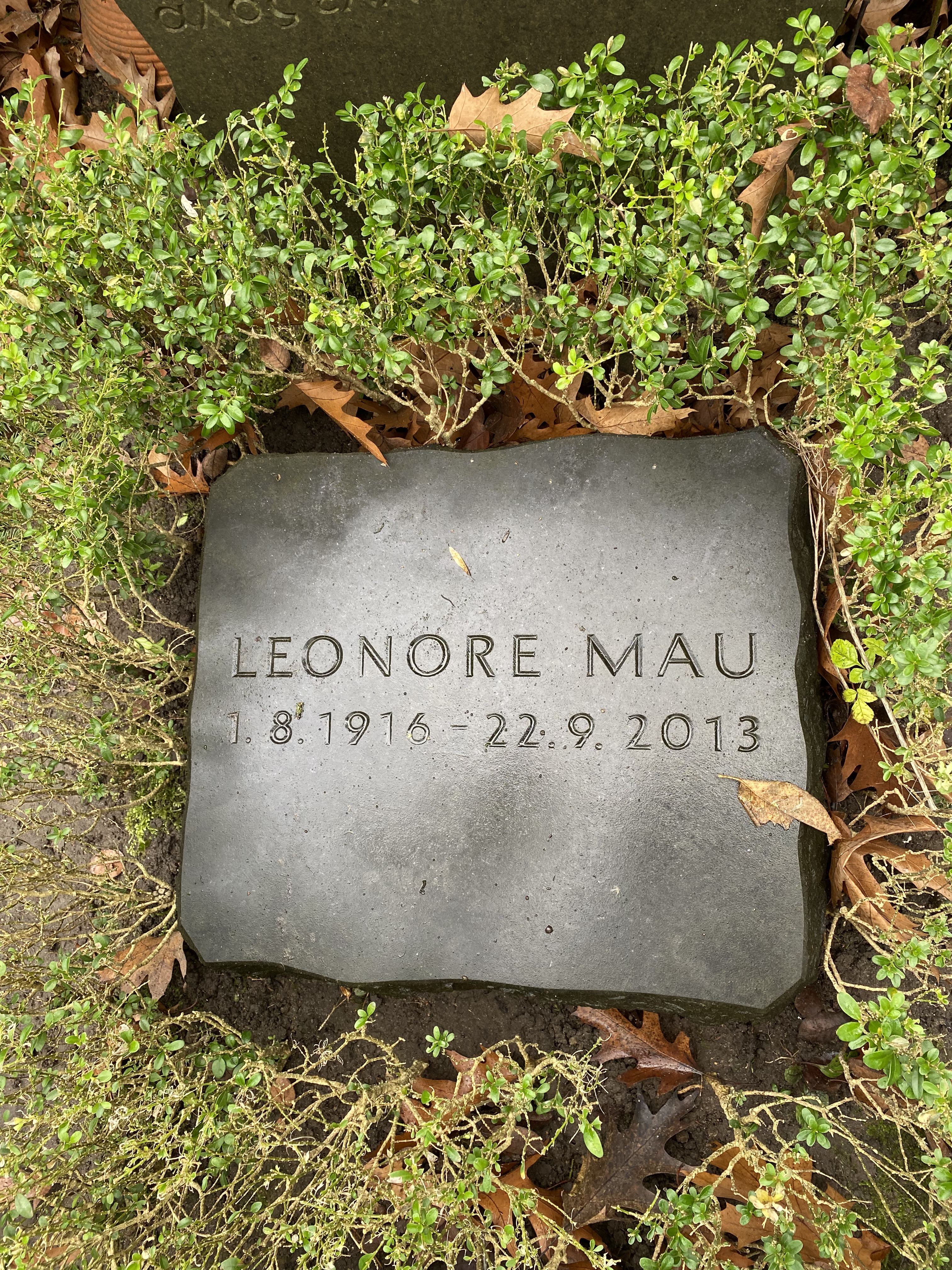
Kissenstein in der Grabstätte Hubert Fichtes

Leonore Maria Lucilla Burckas studierte Bühnenbildnerei an der Leipziger Kunstgewerbeschule und absolvierte eine Ausbildung zur Pressefotografin. Sie heiratete 1937 den Architekten Ludwig Mau, mit dem sie die zwei Kinder Michael und Ulrike hatte. Nach Ende des Zweiten Weltkriegs zog die Familie nach Hamburg. Ab 1953 war sie als Fotografin für verschiedene Zeitschriften tätig, machte zunächst vor allem Architekturaufnahmen.
Ab 1962 lebte und arbeitete sie zusammen mit dem Schriftsteller Hubert Fichte (1935–1986), den sie 1950 bei einem Literatur-Jour-Fixe ihres Mannes kennengelernt hatte, und mit dem sie 1969 erstmals gemeinsam nach Brasilien reiste. „Leonore Mau fotografiert die Sekunde der Ekstase, wie sie explodiert aus Gebet, Wasser, Rauch, Milch, Blut; und ihr weltliches Gegenstück, die Versunkenheit. Sie bildet das Reich der Religionen ab, heilige Orte und Handlungen […]“. In den folgenden Jahren erforschten sie die afroamerikanischen Religionen in der Karibik, in Lateinamerika und Afrika.
Leonore Mau lebte zuletzt in Hamburg-Othmarschen. Sie wurde auf dem Nienstedtener Friedhof auf dem Grab Fichtes beigesetzt. Der Hamburger Senat beschloss am 18. Mai 2022 die Benennung des Leonore-Mau-Wegs im Stadtteil Bahrenfeld.

## Ausstellungen
2002 zeigte sie ihre Arbeiten in der Kunsthalle Basel. Die Gruppenausstellung Ökonomien der Zeit des Migros Museums für Gegenwartskunst war 2002/2003 unter anderem im Museum Ludwig in Köln und der Akademie der Künste in Berlin zu sehen. 2005 würdigte die Ausstellung Hubert Fichte und Leonore Mau. Der Schriftsteller und die Fotografin. Eine Lebensreise in den Hamburger Deichtorhallen das Lebenswerk von Fichte und Mau. Im Fotomuseum Winterthur war sie 2007 in der Gruppenausstellung Wege zur Selbstverständlichkeit – Set 4 vertreten.
Im Jahr 2014 zeigte das Haus der Photographie in Hamburg unter dem Titel Das zweite Gesicht eine Hommage.
Die Fotografin und Filmemacherin Nathalie David kannte Mau und kuratierte die Ausstellung zum 100. Geburtstag der Künstlerin unter dem Titel Hamburg in die Welt, die vom November 2016 bis zum April 2017 im Hamburger Jenisch-Haus gezeigt wurde.

## Werke (Auswahl)
- Porträts. Brinkmann und Bose, Berlin 2016, ISBN 978-3-940048-29-5.
- Die afroamerikanischen Religionen. S. Fischer, Frankfurt am Main (zusammen mit Hubert Fichte).
  - Bd. 1. Xango. 1984, ISBN 3-10-020701-7.
  - Bd. 2. Petersilie. 1980, ISBN 3-10-020708-4.
- Psyche. Annäherung an die Geisteskranken in Afrika. S. Fischer, Frankfurt am Main 2005, ISBN 3-10-020730-0 (zusammen mit Hubert Fichte).
- Die Kinder Herodots. Ein Buch. S. Fischer, Frankfurt am Main 2006, ISBN 3-10-020732-7 (zusammen mit Hubert Fichte).
- Ensemble. Pina Bausch – Das Tanztheater Wuppertal – Portraits. Edition diá, St. Gallen, Berlin, São Paulo 1988.

### Fotofilme
Gemeinsam mit Hubert Fichte:
- Der Tag eines unständigen Hafenarbeiters (Produktion: NDR 1966)[10]
- Der Fischmarkt und die Fische (Produktion: NDR 1968)
- Die Spanische Treppe (Produktion: WDR 1969)
- Zwei mal 45 Bilder / Sätze aus Agadir (Produktion: SWF 1971)

## DVD
Nathalie David, Diese Photographin heißt Leonore Mau. Pitchoun Production, S. Fischer Stiftung, 2005–2016.